# Diallus lachrymosus
Diallus lachrymosus là một loài bọ cánh cứng trong họ Cerambycidae.